# فرودگاه ویلیام وایلدهارست فیلد
فرودگاه ویلیام وایلدهارست فیلد  (به انگلیسی: William L. Whitehurst Field)  یک فرودگاه همگانی باربری  است که یک باند فرود آسفالت دارد و طول باند آن ۱۲۲۰ متر است. این فرودگاه در  کشور ایالات متحده آمریکا قرار دارد و در ارتفاع ۱۵۲ متری از سطح دریا واقع شده است.